# ヴィンセント・プライス
ヴィンセント・プライス（Vincent Leonard Price, Jr.、1911年5月27日 - 1993年10月25日）は、アメリカ合衆国の俳優。クラシックホラー映画の戦後アメリカの第一人者。マイケル・ジャクソンの「スリラー」でナレーションを務めたことでも有名。イギリスのピーター・カッシング、クリストファー・リーと並び、「三大怪奇スター」と称された。
特に1960年代前半、AIP制作のエドガー・アラン・ポー作品を原作とするシリーズの主演俳優として圧倒的な存在感を示した。美声を生かし声優としても活躍した。美術や食に精通した文化人としても高名。ティム・バートンが熱烈なファンであったことでも知られており、バートンの監督した映画『シザーハンズ』がプライスの遺作となった。

## 経歴

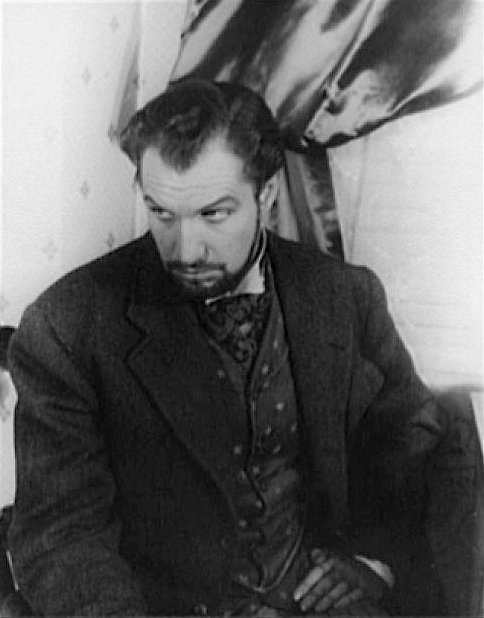
ヴィンセント・プライス

ミズーリ州セントルイス出身。祖父はベーキングパウダーを発明、父親は製菓会社の社長であり、裕福な家庭に生まれた。セントルイスの高校を出た後、イェール大学で美術史や芸術を学ぶ。芸術を愛していたプライスは、コートールド・インスティテュートなどの会員でもあった。1935年に舞台デビューし、1938年に映画デビュー。1940年代にはドラマからコメディ、ホラーまで幅広い映画作品に出演した。また、ラジオにも出演していた。
1950年代からホラー映画に多く出演するようになる。1953年に主演したカラー3D映画『肉の蝋人形』のヒットにより、この分野の第一人者となった。『ハエ男の恐怖』（1958年）、『ハエ男の逆襲』（1959年）などでも人気を集めた。
1960年の『アッシャー家の惨劇』を皮切りに、AIP製作、ロジャー・コーマン監督による、エドガー・アラン・ポー作品を原作としたホラー映画のシリーズに次々と主演して成功を収め、ホラーのトップスターの座を不動のものとした。このシリーズではボリス・カーロフ、ロン・チェイニー・ジュニア、ピーター・ローレ、ベイジル・ラスボーンら先輩の怪奇スターとの共演が実現したが、常に主演はプライスであった。

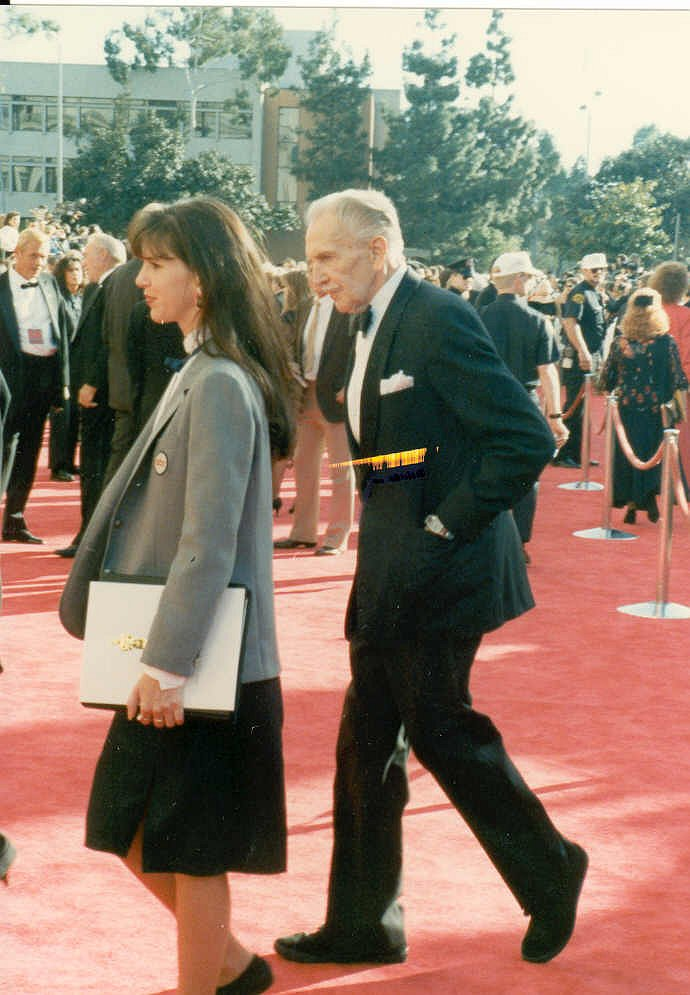
オスカー賞に出席するプライス（1989年）

一方でポーシリーズのセルフパロディも含んだコメディ『ビキニマシン（英語版）』（1965年）での演技など、懐の広い面も見せた。
1970年代以降もホラーの大御所として晩年まで活躍した。異形のマッドサイエンティストを演じた『怪人ドクター・ファイブス』（1971年）と続編の『怪人ドクター・ファイブスの復活』（1972年）はカルトホラーとして人気が高い。またイギリスの怪奇スターであるピーター・カッシングやクリストファー・リーとの共演も果たした。ホラー以外でも名作『八月の鯨』（1987年）ではロシアからの移民貴族役でリリアン・ギッシュ、ベティ・デイビスと共演した。
美声を生かした声の仕事も多く、マイケル・ジャクソンの大ヒット曲『スリラー』で曲中のナレーションを務めた。映画監督のティム・バートンはプライスの熱心なファンとして知られる。バートンのデビュー作である、熱烈なプライスファンの少年を描いた短編アニメ『ヴィンセント』（1982年）には語り手として出演した。1993年に肺癌のため死去。バートン監督の『シザーハンズ』（1990年）が実写映画での遺作となった。

### プライベート

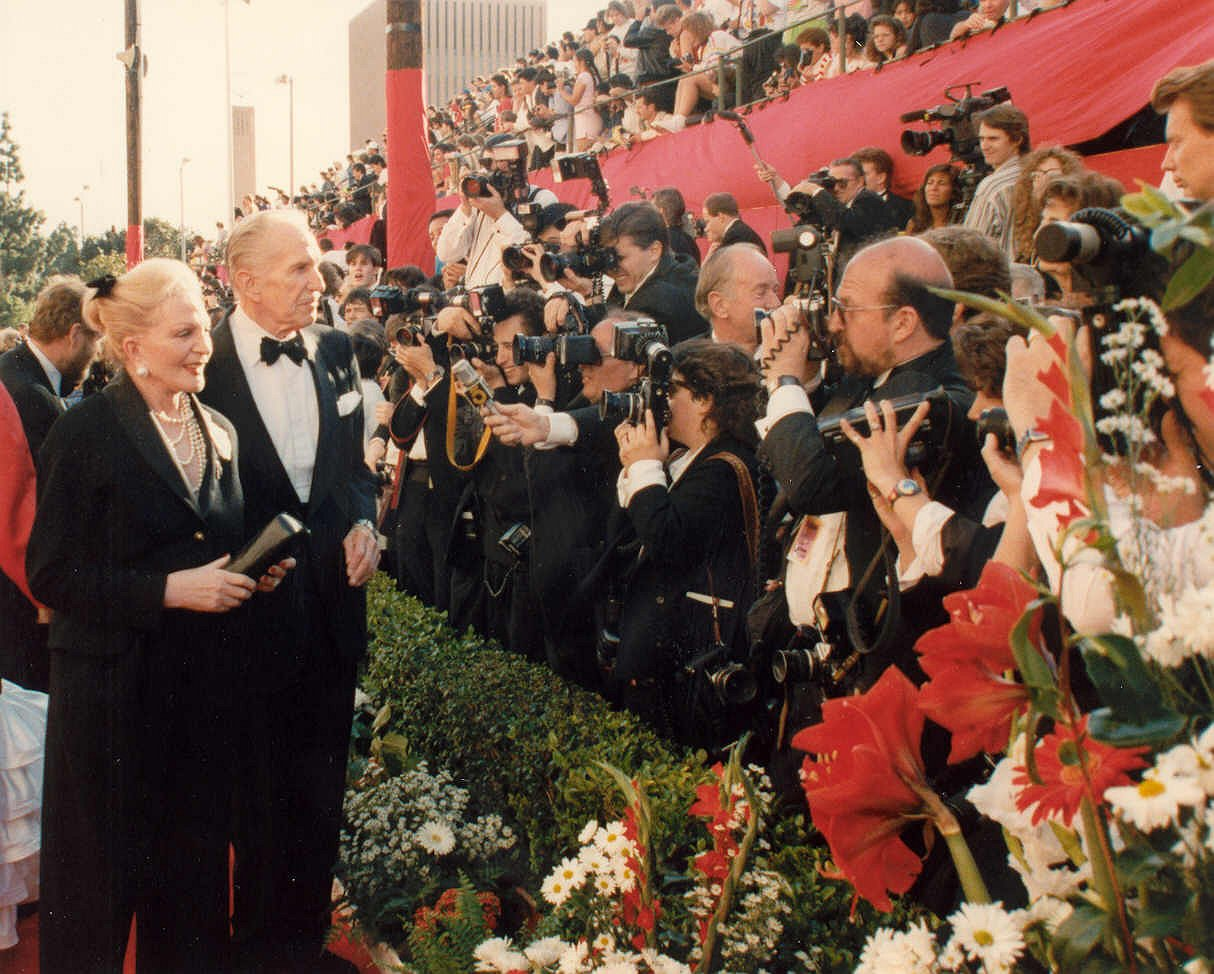
オスカー賞式典で、妻コーラル・ブラウンと（1989年）

3度結婚している。料理に詳しく、いくつかの料理本を出版した。また、美術品収集家でもあり、レンブラント、ピカソ、サルバドール・ダリなどの作品を所蔵していた。

## 主な出演作品

### 映画
| 公開年 | 邦題 原題                                                                       | 役名                                                      | 備考           |
| ------ | ------------------------------------------------------------------------------- | --------------------------------------------------------- | -------------- |
| 1939   | 女王エリザベス The Private Lives of Elizabeth and Essex                         | ウォルター・ローリー                                      |                |
| 1939   | 恐怖のロンドン塔 Tower of London（英語版）                                      | ジョージ（クラレンス公）                                  |                |
| 1943   | 聖処女 The Song of Bernadette                                                   | Prosecutor Vital Dutour                                   |                |
| 1944   | ウィルソン Wilson                                                               | ウィリアム・ギブス・マカドゥ                              |                |
| 1944   | ローラ殺人事件 Laura                                                            | シェルビー・カーペンター                                  |                |
| 1944   | 王國の鍵 The Keys of the Kingdom（英語版）                                      | アンガス・メアリー                                        |                |
| 1945   | ロイヤル・スキャンダル A Royal Scandal（英語版）                                | Marquis de Fleury                                         |                |
| 1945   | 哀愁の湖 Leave Her to Heaven                                                    | ラッセル・クイントン                                      |                |
| 1946   | 呪われた城 Dragonwyck（英語版）                                                 | Nicholas Van Ryn                                          |                |
| 1947   | 朝はまだ来ない The Long Night（英語版）                                         | マクシミリアン1世                                         |                |
| 1948   | 三銃士 The Three Musketeers（英語版）                                           | リシュリュー                                              |                |
| 1949   | 賄賂 The Bribe（英語版）                                                        | カーウッド                                                |                |
| 1949   | バグダッド Bagdad（英語版）                                                     | Pasha Ali Nadim                                           |                |
| 1950   | アリゾナのバロン The Baron of Arizona（英語版）                                 | James Addison Reavis                                      |                |
| 1951   | 替え玉殺人計画 His Kind of Woman（英語版）                                      | マーク                                                    |                |
| 1952   | 犯罪都市 The Las Vegas Story（英語版）                                          | ロイド・ローリンズ                                        |                |
| 1953   | 肉の蝋人形 House of Wax                                                         | ヘンリー・ジャロッド教授                                  |                |
| 1954   | 雪原の追跡 Dangerous Mission（英語版）                                          | ポール・アダムス                                          |                |
| 1954   | 豪傑カサノヴァ Casanova's Big Night（英語版）                                   | カサノヴァ                                                |                |
| 1955   | 四十人の女盗賊 Son of Sinbad（英語版）                                          | オマール                                                  |                |
| 1956   | 愛のセレナーデ Serenade（英語版）                                               | チャールズ・ウィンスロップ                                |                |
| 1956   | 口紅殺人事件 While the City Sleeps（英語版）                                    | ウォルター・ケイン                                        |                |
| 1956   | 十戒 The Ten Commandments                                                       | バッカ                                                    |                |
| 1958   | ハエ男の恐怖 The Fly                                                            | フランソワ                                                |                |
| 1959   | 地獄へつづく部屋 House on Haunted Hill                                          | フレデリック・ローレン                                    |                |
| 1959   | ビッグ・サーカス The Big Circus（英語版）                                       | ハンス                                                    |                |
| 1959   | ティングラー/背すじに潜む恐怖 The Tingler（英語版）                             | ウォレン・シャピン博士                                    |                |
| 1959   | 蠅男の逆襲 Return of the Fly（英語版）                                          | フランソワ                                                |                |
| 1959   | ザ・バット The Bat（英語版）                                                    | マルコム・ウェルズ博士                                    |                |
| 1960   | アッシャー家の惨劇 House of Usher                                               | ロデリック・アッシャー                                    |                |
| 1961   | 空飛ぶ戦闘艦 Master of the World（英語版）                                      | Captain Robur                                             |                |
| 1961   | 恐怖の振子 The Pit and the Pendulum（英語版）                                   | ニコラス・メディナ                                        |                |
| 1962   | 女を売る街 Confessions of an Opium Eater（英語版）                              | ギルバート・デ・クインシー                                |                |
| 1962   | 黒猫の怨霊 Tales of Terror（英語版）                                            | Locke / Fortunato Luchresi / Ernest Valdemar              |                |
| 1962   | 第三の脱獄 Convicts 4（英語版）                                                 | カール                                                    |                |
| 1962   | 恐怖のロンドン塔 Tower of London（英語版）                                      | リチャード（グロスター公）                                |                |
| 1963   | 忍者と悪女 The Raven（英語版）                                                  | エラスムス・クラヴェン                                    |                |
| 1963   | オルラ/血の連続殺人 Diary of a Madman（英語版）                                 | Magistrate Simon Cordier                                  |                |
| 1963   | 怪談呪いの霊魂 The Haunted Palace（英語版）                                     | チャールズ・デクスター・ウォード／ジョセフ・クロウェン    |                |
| 1963   | 恐怖の夜 Twice-Told Tales（英語版）                                             | Alex Medbourne / Dr. Giacomo Rappaccini / Gerald Pyncheon |                |
| 1964   | 地球最後の男 The Last Man on Earth                                              | ロバート・モーガン                                        |                |
| 1964   | 赤死病の仮面 The Masque of the Red Death                                        | プロスペロー王子                                          |                |
| 1964   | 黒猫の棲む館 The Tomb of Ligeia（英語版）                                       | ヴァーデン・フェル                                        |                |
| 1965   | 深海の軍神 The City Under the Sea（英語版）                                     | 船長                                                      |                |
| 1965   | ビキニマシン Dr. Goldfoot and the Bikini Machine（英語版）                      | ゴールドフット博士                                        |                |
| 1967   | 金脈を追う男たち・ジャッカルズ The Jackals（英語版）                            | Oupa Decker                                               |                |
| 1968   | 猛烈なる復讐 More Dead Than Alive（英語版）                                     | ダン                                                      |                |
| 1969   | 呪われた棺 The Oblong Box（英語版）                                             | ジュリアン                                                |                |
| 1969   | トラブル・ウィズ・ガールズ The Trouble with Girls（英語版）                     | モラリティ                                                |                |
| 1970   | バンシーの叫び Cry of the Banshee（英語版）                                     | エドワード・ホイットマン卿                                |                |
| 1970   | バンパイアキラーの謎 Scream and Scream Again（英語版）                          | ブラウニング博士                                          |                |
| 1971   | 怪人ドクター・ファイブス The Abominable Dr. Phibes（英語版）                    | アントン・ファイブス博士                                  |                |
| 1972   | 怪人ドクター・ファイブスの復活 Dr. Phibes Rises Again（英語版）                 | アントン・ファイブス博士                                  |                |
| 1973   | シェイクスピア連続殺人 血と復讐の舞台 Theatre of Blood（英語版）                | エドワード・ケンダル・シェリダン・ライオンハート          |                |
| 1974   | マッドハウス Madhouse（英語版）                                                 | ポール                                                    |                |
| 1975   | 怒りの凶弾 Journey Into Fear（英語版）                                          | ダーヴォス                                                |                |
| 1982   | ヴィンセント Vincent                                                            | ナレーション                                              | 短編映画       |
| 1983   | ヘンゼルとグレーテル Hansel and Gretel                                          | テレビ放映時のホスト                                      | 短編映画       |
| 1983   | 魔人館 House of the Long Shadows（英語版）                                      | ライオネル・グリスベン                                    |                |
| 1983   | スプラッターハウス/笑激の館 Bloodbath at the House of Death（英語版）           | 邪悪な男                                                  |                |
| 1986   | ミッドナイト・ゾーン Escapes                                                    |                                                           | テレビ映画     |
| 1986   | 八月の鯨 The Whales of August                                                   | マラノフ氏                                                |                |
| 1986   | オリビアちゃんの大冒険 The Great Mouse Detective                                | ラティガン                                                | ディズニー作品 |
| 1987   | 魔性の囁き/悪夢と幻想の四章 From a Whisper to a Scream/The Offspring （英語版） | ジュリアン・ホワイト                                      |                |
| 1988   | ゾンビ・コップ Dead Heat                                                        | アーサー・P・ローダーミルク                               |                |
| 1990   | ハートに火をつけて Catchfire                                                    | アヴォカ氏                                                |                |
| 1990   | シザーハンズ Edward Scissorhands                                                | 発明家                                                    |                |

### テレビシリーズ
| 放映年 | 邦題 原題                                                                       | 役名                              | 備考                              |
| ------ | ------------------------------------------------------------------------------- | --------------------------------- | --------------------------------- |
| 1971   | The Hilarious House of Frightenstein（英語版）                                  | -                                 | ナレーターで131エピソード         |
| 1971   | ピーター・コットンテール 幸せを運ぶウサギ Here Comes Peter Cottontail           | ジャニュアリー・Q・アイアンテール | 声の出演 TOKYO MX TV で2008年放映 |
| 1973   | 刑事コロンボ/毒のある花 Columbo: Lovely But Lethal                              | デヴィッド・ラング                | NHK で1974年放映                  |
| 1974   | 探偵スヌープ姉妹/青ひげさんお気の毒! The Snoop Sisters: Black Day for Bluebeard | マイケル                          | NHK で1977年放映                  |
| 1984   | フェアリーテール・シアター Faerie Tale Theatre                                  | ナレーター、鏡の声                | 「白雪姫」など2エピソードに出演   |

### PV
- マイケル・ジャクソン「スリラー」(1982)－曲の間のナレーション、最後のシーンの笑い声。

### その他出演
- ディズニーランド・パリのアトラクション「ファントムマナー」(1990) - 英語版ナレーション、亡霊の笑い声

## その他
ディープ・パープル 「ヴィンセント・プライス」 (アルバム「ナウ・ホワット?!」収録)